# Choice Cuts (Carcass)
Choice Cuts è un album di raccolta del gruppo extreme metal britannico Carcass, pubblicato nel 2004.

## Tracce
1. Genital Grinder
2. Maggot Colony
3. Exhume to Consume
4. Swarming Vulgar Mass of Infected Virulency
5. Tools of the Trade
6. Corporal Jigsore Quandary
7. Incarnate Solvent Abuse
8. Buried Dreams
9. No Love Lost
10. Heartwork
11. Keep on Rotting in the Free World
12. Rock the Vote
13. This Is Your Life
14. Crepitating Bowel Erosion
15. Slash Dementia
16. Cadaveric Incubator of Endoparasites
17. Reek of Putrefaction
18. Empathological Necroticism
19. Foeticide
20. Fermanting Innerds
21. Exhume to Consume